# 河部弘也
河部弘也（1992年1月6日—），出生于日本愛甲郡愛川町，是日本自由搏击运动员、YouTuber。弟弟河部大雅同为自由搏击运动员。